# برنر، تیرول جنوبی
برنر، تیرول جنوبی (به ایتالیایی: Brennero) یک منطقهٔ مسکونی در ایتالیا است که در آلتو آدیجه واقع شده‌است.

## خصوصیات
برنر ۱۱۴٫۱ کیلومترمربع مساحت و ۲٬۰۸۵ نفر جمعیت دارد و ۱٬۳۷۲ متر بالاتر از سطح دریا واقع شده‌است.